# Lajos Steiner
Lajos Steiner (Oradea, Hungría, 14 de junio de 1903 - Castlecrag, Australia, 22 de abril de 1975) fue un maestro internacional de ajedrez húngaro-australiano. Fueron también destacados ajedrecistas su hermano Endre Steiner y su primo Herman Steiner.

## Biografía
Lajos Steiner fue uno de los cuatro hijos de Bernat Steiner, profesor de matemáticas y buen ajedrecista, que en 1907, en el Torneo Nacional de Hungría disputado en Székesfehérvár, venció a un joven Richard Réti y a Leó Forgács.
Steiner estudió en la Universidad Técnica de Budapest y en 1926 obtuvo su licenciatura en Ingeniería Mecánica. Obtuvo el título de Maestro a la edad de diecinueve años. En 1923, atrajo la atención cuando quedó empatado 4º-5º con Ernst Grünfeld en el Torneo Memorial Carl Schlechter. Cuatro años más tarde, en 1927, ganó un torneo en Schandau y logró en Kecskemét uno de sus mayores logros: quedar sólo medio punto por detrás del campeón mundial Alexandr Alekhine, empatado con Aron Nimzowitsch. Un año más tarde, en Berlín 1928, en el aniversario del Club de Ajedrez de Berlín, ganó a Nimzowitsch y grandes maestros como Réti, Savielly Tartakower y Efim Bogoljubow. En el Campeonato Mundial Amateur de ese mismo año terminó 12º de 16 participantes.
Hacia el final de la década de 1920, Steiner trabajó durante dos años como ingeniero en los Estados Unidos y a su regreso a Hungría, en 1931, ganó su primer Campeonato húngaro e hizo buenos resultados también en los torneos de Ostrava 1933 (2°, tras Ernst Grünfeld), Maribor 1934 (1°, junto con Vasja Pirc) y Viena 1935 (1°, junto con Erich Eliskases) y en Viena 1938 (1°).
También merecen destacarse el 4º-5º puesto obtenido en el Torneo de Viena 1923, el 2º puesto en el Torneo de Budapest 1925 (por detrás de Sándor Takács). En 1929, logró ser 2º en el Torneo de Bradley Beach. En 1932/33, logró ser 3º-4º en el Torneo de Hastings (triunfo de Salo Flohr). En 1935, fue 5º-6º en el Torneo de Łódź (victoria de Savielly Tartakower) y terminó 4º en Tata (vencedor, László Szabó). En 1936, ganó (con Miguel Najdorf, hors concours), en Budapest el campeonato húngaro. En 1937, fue 2º en Brno, y 3º en Sopot. En 1937/38, triunfó en Viena (20° Memorial Trebitsch). En 1938, terminó 3º-4º en Liubliana, con triunfo de Borislav Kostić. En 1938, fue 8º-9º en Lodzcon triunfo de  Pirc.
Representó a Hungría en cuatro Olimpiadas de Ajedrez:
1. En 1931, jugó en el segundo tablero la cuarta Olimpiada en Praga (10 -3 = 4).
2. En 1933, también en el segundo tablero, la quinta Olimpiada en Folkestone (-4 +5 = 5).
3. En 1935, jugó en el primer tablero la sexta Olimpiada en Varsovia (-4 +7 = 7).
4. En 1936, jugó en el segundo tablero la tercera Olimpiada no oficial en Munich (+13 -2 = 5).

Ganó la medalla de bronce individual en Praga, y la medalla de oro por equipos y medalla de plata individual en Múnich.
En 1936, Steiner hizo una gira por Australia y participó en el Campeonato Nacional fuera de concurso, ganando todas las partidas. En marzo de 1939 se instaló en Sídney y se casó unos meses más tarde con Augusta Edna Kingston, que había ganado el campeonato femenino de Nueva Gales del Sur en seis ocasiones. Steiner encontró trabajo como dibujante técnico y se nacionalizó australiano en 1944. Steiner ganó en nueve de diez apariciones en el Campeonato de Nueva Gales del Sur (1940/41, 1943, 1944, 1945/46, 1953, 1955 y 1958) y cuatro veces de seis apariciones en el Campeonato Nacional de Australia (1945, 1946/47, 1952/53 y 1958/59). Además, se clasificó para el Interzonal de Estocolmo en 1948 y en 1950 obtuvo el título de Maestro Internacional.
Tras el final de la Segunda Guerra Mundial, Steiner regresó a Europa unos años para competir en tres torneos de Ajedrez. Recopiló su experiencia en el libro Kings of the Chess Board, editado en 1948.